# ليو بوسادا
ليو بوسادا هو لاعب كرة قاعدة كوبي، ولد في 15 أبريل 1936 في هافانا في كوبا.

## وصلات خارجية
- ليو بوسادا على موقعبيزبول رفرنس.كوم (الدوري الرئيسي) (الإنجليزية)
- ليو بوسادا على موقعبيزبول رفرنس.كوم (الدوري الثانوي) (الإنجليزية)